# V. Assur-nirári
V. Assur-nirári (ur. i. e. 755/753–746) asszír király, IV. Sulmánu-asarídu és III. Assur-dán öcsse, III. Adad-nirári fia.

## Élete
Hosszú polgárháborús időszak végén, az újasszír kor hatalmi mélypontján vette át a trónt ismeretlen körülmények közt bátyjától. Ekkor még mindig Samsi-ilu volt a hadsereg főparancsnoka, akinek hatalma jóval nagyobb volt a királyénál. Az asszír hadsereg azonban a több évtizedes belső viszály után gyenge volt, Assur-nirári az uralkodásának első négy évében „országában maradt” (vagyis nem vezetett sehová hadjáratot), ami egy asszír uralkodó esetén kivételes. A következő két évben északkeleti irányban egészen a Kaszpi-tengerig hatolt, Namri (a mai Namar) településig jutott. Ezek a hadjáratai nem elégítették ki a katonai arisztokráciát, mivel sokkal inkább az urartui fenyegetés elleni fellépést, vagy Babilon meghódítását látták volna szívesen. De a kereskedelemben érdekelt rétegek sem voltak elégedettek, akik a szíriai városkirályságok elfoglalását és a Földközi-tengerhez jutást preferálták volna. I. e. 746-ban lázadás tört ki, amelynek vezetője Tukulti-apil-ésarra volt, aki hamarosan el is foglalta a trónt.
Tukulti-apil-ésarra lehetett akár a testvére is Assur-nirárinak, bár nem valószínű, hogy a későbbi felirataiban, amikor III. Adad-nirárit jelölte meg apjaként, igazat mondott. Az is elképzelhető, hogy Assur-nirári fia, de sokkal valószínűbb, hogy a katonai arisztokrácia egy képviselője, talán Samsi-ilu utódja volt.